# Volby do vedení Křesťanské a demokratické unie – Československé strany lidové 2015
Dne 28. května 2015 proběhly volby do vedení Křesťanské a demokratické unie – Československé strany lidové (KDU-ČSL). Předseda strany Pavel Bělobrádek byl znovuzvolen se ziskem 251 hlasů (z 275).
Bělobrádek neměl žádného protikandidáta. O místopředsedovi strany Marianu Jurečkovi se spekulovalo, že bude kandidovat proti Bělobrádkovi, ale nakonec se rozhodl volby nezúčastnit. Řekl, že nechce rozštěpit stranu.